# 1999 RY34
1999 RY34 är en asteroid i huvudbältet som upptäcktes den 11 september 1999 av Višnjan-observatoriet i Kroatien.
Asteroiden har en diameter på ungefär 5 kilometer.